# Giải bóng đá Gibraltar
Giải bóng đá Gibraltar là giải đấu chuyên nghiệp cấp cao nhất đồng thời là duy nhất của bóng đá Gibraltar, được thành lập vào năm 2019 với tên gọi Giải bóng đá Quốc gia Gibraltar sau khi hợp nhất Giải bóng đá Ngoại hạng Gibraltar (đã tồn tại từ năm 1905) và Giải bóng đá hạng nhì quốc gia Gibraltar (đã tồn tại từ năm 1909). Quyết định này được thông báo vào tháng 8 năm 2019 bởi Hiệp hội bóng đá Gibraltar. Giải đấu này được hỗ trợ bởi Gibraltar Intermediate League cho các đội U23 và Hound Dogs.

## Thể thức
Đồn đoán về giải đấu mới bắt đầu xuất hiện vào năm 2018, khi Hiệp hội Bóng đá Gibraltar công bố kế hoạch cho Thể thức giải đấu ở cấp độ đỉnh cao trong hiến pháp giải đấu 2018–19 Gibraltar Premier Division. Ngày 1 tháng 8 năm 2019, GFA xác nhận chi tiết về cấu trúc mới của bóng đá nội địa tại Gibraltar, cũng như Thể thức của giải đấu mới với 16 đội tham gia. Sau khi có 4 đội rời khỏi giải, 12 đội còn lại tiếp tục theo cùng một Thể thức giải đấu. Trong 4 phiên bản đầu tiên của giải đấu, các đội thi đấu một vòng đấu như một giải đấu đơn, trước khi chia thành hai nhóm: Nhóm Vô địch với 6 đội hàng đầu và Nhóm Thách thức giữa 6 đội dưới cùng. Người chiến thắng của Nhóm Thách thức sẽ nhận GFA Challenge Trophy và được đặc quyền vào vòng thứ hai của Rock Cup mùa giải tiếp theo. Hound Dogs, tham gia mùa giải cuối cùng của Gibraltar Second Division, được miễn giảm để tham gia Gibraltar Intermediate League.
Mùa giải đầu tiên của Giải bóng đá Quốc gia Gibraltar không có nhà vô địch, khi mùa giải được tuyên bố vô hiệu bởi GFA do Đại dịch COVID-19.
Năm 2021, GFA thông báo rằng mọi trận đấu của mùa giải 2021–22 Gibraltar National League sẽ được phát sóng trực tuyến thông qua một thỏa thuận phát sóng với Footters.
Vào tháng 7 năm 2022, giải đấu chuyển đổi thành Giải bóng đá Gibraltar, với một bản danh tính và logo mới. Năm sau đó, Thể thức giải đấu thay đổi. Thay vì chỉ có một vòng đấu tròn trước khi giải đấu chia thành hai giai đoạn, giải đấu trở lại Thể thức vòng đấu tròn kép, với mỗi đội thi đấu với tất cả các đội khác hai lần. Ở cuối mùa giải thông thường, chỉ có 6 đội hàng đầu tiến lên giai đoạn tiếp theo, tham gia Nhóm Vô địch GFL để quyết định nhà vô địch.

## Các Đội
Trong số 17 đội tham gia giải đấu ban đầu, ba đội nguyên tạo đã rút lui trước khi mùa giải khai mạc: Gibraltar Phoenix, Gibraltar United, và Leo. Ngoài ra, Olympique 13 bị loại khỏi giải đấu sau khi từ bỏ hai trận đầu tiên của mùa giải 2019-20. Hound Dogs, mặc dù là thành viên nguyên tạo, đã quyết định không tham gia Giải bóng đá Quốc gia, thay vào đó tham gia Gibraltar Intermediate League vì lý do tài chính. Tháng 12 năm 2020, Boca Gibraltar cũng bị loại khỏi giải đấu. Do đó, hiện có 11 đội tham gia giải đấu.
- Bruno's Magpies
- College 1975
- Europa FC
- Europa Point
- Glacis United
- Lincoln Red Imps
- Lions Gibraltar
- Lynx
- Manchester 62
- Mons Calpe
- St Joseph's